# Phymasterna ornator
Phymasterna ornator là một loài bọ cánh cứng trong họ Cerambycidae.